# Ballad of a Thin Man
Ballad of a Thin Man ist ein Rocksong von Bob Dylan. Das Lied, das 1965 auf seinem sechsten Studioalbum Highway 61 Revisited erstmals erschienen ist, wurde häufig gecovert und gilt als Klassiker der Rockmusik. Eine Vielzahl von Exegeten hat sich mit der Deutung des surrealistischen Textes beschäftigt.

## Entstehung
Dylan nahm das Stück am 2. August 1965 bei Columbia Records im Studio A auf. Agierender Produzent war Bob Johnston. Die Arbeiten für das Album Highway 61 Revisited waren auf ihrem Höhepunkt angekommen. Am selben Tag nahmen die Musiker auch Queen Jane Approximately, Highway 61 Revisited, und Just Like Tom Thumb’s Blues auf.
Bei Ballad of a Thin Man spielte Bob Dylan Piano, Mike Bloomfield Lead-Gitarre, Bobby Gregg Schlagzeug, Harvey Goldstein Bass und Al Kooper die Orgel. Musikalisch betrachtet handelt es sich bei dem Stück, das vom Piano vorangetrieben wird, um Bluesrock. Dylans Spiel dominiert den Song. Die Orgel im Hintergrund unterstreicht die surrealistischen Anklänge des Textes und stellt einen starken Kontrast zum Piano dar. Es erinnert an den Soundtrack eines Horrorfilms. Ballad of a Thin Man unterscheidet sich stark von den anderen Stücken des Albums und der Sessions. Dylan nutzt den Refrain, indem der ominöse Mr. Jones angesprochen wird, und es gibt eine Bridge, die sich musikalisch von den Strophen abhebt. Insgesamt besteht der Song aus acht Strophen (inklusive der Bridge).

## Inhalt
Die Lyrics werfen den Protagonisten des Stücks – Mr. Jones – in eine surreale und merkwürdige Situation. Er betritt einen Raum und findet einen nackten Mann vor. Die Tatsache, dass er mit einem Bleistift den Raum betritt, gilt für viele als Anhaltspunkt, dass es sich bei Mr. Jones um einen Journalisten, Schriftsteller oder Zeichner handelt. Bereits in der ersten Strophe wird erwähnt, dass Jones sich zwar große Mühe gibt, die Lage zu verstehen, er daran aber scheitert (You try so hard // But you don’t understand // Just what you’ll say // When you get home).
In der zweiten Strophe versucht sich Mr. Jones die Situation durch Fragen verständlich zu machen. Doch je mehr er fragt, desto weniger ergibt für ihn alles Sinn und er resigniert schon beinahe (And you say „Oh my God // Am I here all alone?“). Es folgt wieder der Refrain, der darauf anspielt, dass etwas vor sich geht, das Mr. Jones nicht versteht.
Die dritte Strophe konfrontiert Mr. Jones mit seinem eigenen Wesen. Er will auf eine Veranstaltung gehen, um den „Geek“ zu sehen, eine entstellte und fremde Person. Diese fragt ihn jedoch, wie er sich als „Freak“ so fühle und reicht ihm zu seinem Entsetzen einen Knochen. Viele sehen darin eine Anspielung auf Homosexualität.
Nachdem der Refrain ein drittes Mal gespielt worden ist, folgt die Bridge, die in etwas höheren Tönen gespielt wird als der Rest des Songs. Fast gehässig wird Mr. Jones darauf hingewiesen, dass er viele Kontakte zu Holzfällern habe, um von diesen informiert zu werden, wenn jemand seine Vorstellungskraft angreife. Niemand habe allerdings Respekt vor ihm und alle würden erwarten, dass er irgendwelche Schecks für Wohltätigkeitsorganisationen ausstelle. In diesen Versen wird durch das lyrische Ich Jones’ Frustration in seinen sozialen Kontakten deutlich. In der anschließenden Strophe werden seine Methoden dargelegt, mit denen er diesen Frust ausgleiche.
Er habe Kontakt zu Professoren, die ihn sehr für sein Aussehen loben und mit bekannten Anwälten verkleide er Verbrecher. Jones sei durch alle Werke von F. Scott Fitzgerald gegangen und es mutet schon fast überdrüssig an, wenn das lyrische Ich Jones’ Belesenheit bemerkt. Offenkundig liest Mr. Jones, um damit anzugeben. Die Wahl des Autors Fitzgerald scheint nicht zufällig. Zwar ist dessen 1925 erschienener Roman Der große Gatsby häufig als der große amerikanische Roman des 20. Jahrhunderts beschrieben worden, doch die anderen Werke gerieten mit der Zeit in Vergessenheit. Zudem ist Fitzgerald für viele Literaturkritiker ein Synonym für Trunkenheit und Verzweiflung.
Die nächsten beiden Strophen enthalten wieder Motive, die darauf schließen lassen, dass Mr. Jones womöglich homosexuell ist. Ein Schwertschlucker mit High-Heels kniet vor ihm, reicht Jones seine Kehle zurück und bedankt sich für die Leihgabe. In der vorletzten Strophe wird Jones mit einem Zwerg konfrontiert, der ihn auffordert, ihm Milch zu geben, da er ja eine Kuh sei.
Die letzte Strophe führt wieder das Motiv des In-einen-Raum-Kommens auf und lehnt sich an die erste Strophe an. Nach einer Beschreibung von Jones’ Gangart und Aussehen wird erwähnt, dass es ein Gesetz geben sollte, dass Mr. Jones nicht einfach frei herumlaufen darf und er Kopfhörer tragen muss.

## Bedeutung von Mr. Jones
Bob Dylan hat sich nie über die Deutung seiner Texte geäußert. Daher wurden die verschiedenen Interpretationen von Kritikern, Fans und Kollegen nie bestätigt. Bei einem Konzert im Jahre 1986 in Nagoya äußerte sich Dylan vor seinem Publikum dahingehend, dass Ballad of a Thin Man seine Antwort auf die Vielzahl von Menschen (vermutlich hauptsächlich Journalisten) sei, die ihn laufend mit Fragen konfrontieren. Im Speziellen sei der Text auf ein Erlebnis Dylans zurückzuführen, das sich in England um die Jahre 1963 oder 1964 zugetragen hat. Welches konkrete Ereignis damit gemeint war, wurde jedoch nicht erläutert.
Im Jahre 1990 antwortete Bob Dylan auf die Frage des Radiomoderators Bill Flanagan, ob es einen bestimmten Reporter gebe, der die Inspiration für die Figur des Mr. Jones gewesen sei, dass er sich seinerzeit mit „einer Menge Mr. Jones’“ konfrontiert sah.
In dem Lied Yer Blues der Beatles wird dezidiert auf Dylans Mr. Jones verwiesen und diese Person als suicidal apostrophiert.